# Дагерорт (флейт, 1725)
«Дагерорт» — парусный флейт Балтийского флота Российской империи, первый из пяти флейтов одноимённого типа. Находился в составе флота с 1725 года, использовался для перевозки грузов и пассажиров между портами Финского залива, а во время Войны за польское наследство в 1734 году участвовал в осаде Данцига, в том же году разбился в в шхерах во время шторма.

## Описание флейта
Парусный флейт с деревянным корпусом, один из пяти флейтов одноимённого типа, строившихся на Олонецкой верфи в 1725 году. Длина судна составляла 27,5 метра, ширина — 7,3 метра, а глубина интрюма — 3,4 метра.

## История службы
Флейт «Дагерорт» был заложен на стапеле Олонецкой верфи и после спуска на воду в 1725 году вошёл в состав Балтийского флота России. Строительство флейта вёл кораблестроитель В. Фогель.
В кампании с 1726 по 1733 год использовался в качестве грузового судна на сообщении между портами Финского залива.
Во время Войны за польское наследство участвовал в действиях Балтийского флота под Данцигом в 1734 году. Был переоборудован в госпитальное судно на 80 мест и 15 (26) мая 1734 года вышел из Кронштадта в составе эскадры адмирала Т. Гордона. 26 мая (6 июня) прибыл к Пиллау и до 16 (27) июня находился у Данцига в составе флота, после чего ушёл в Ревель.
Осенью 1734 года был застигнут сильным штормов в шхерах у Борго, во время которого разбился.

## Командиры судна
Командирами флейта «Дагерорт» в составе российского флота в разное время служили:
- шкипер Питер Вульф (1730—1733 годы)[6][7];
- Мошницкий (1734 год).

### Комментарии
1. ↑  Всего в рамках серии было построено 5 флейтов: «Дагерорт», «Дубки», «Екатерингоф», «Киль» и «Эзель»[1].